# 특별권력관계
특별권력관계(特別權力關係)란 공무원의 복무관계 또는 수형자의 복역관계 등을 일컫는다. 기본권 제한에서 특별권력관계이론을 언급할 때 사용되는 개념이다. 최근에는 특별권력관계를 부정하는 견해가 유력해지고 있다.
한편 이러한 추세에 힙입어, 부정적 이미지를 주던 특별권력관계라는 용어에서 벗어나 이른바 특별행정법관계라는 용어로서 기술하는 교과서가 적지 않다. 그러나 '특별행정법관계'는 직관적으로 '일반행정법관계'에 대하여 특수규율에 따르는 관계라는 의미로 전달되는바, 이러한 언어논리의 연장선에서는 일반행정법관계가 아닌 다른 행정법관계까지 포괄적으로 기술하는 의미로 받아들여질 수 있으므로 종래의 '특별권력관계'를 규정하고자 하는 목적에서는 다소 정치하지 못하다는 비판이 있다. 한편 특별행정법관계 외에도 그 행정주체와 상대방 신분상의 특수성을 감안하여 특별신분관계로 기술한 교과서도 있다.

## 역사
전통적 특별권력관계론은 19세기 후반 독일의 외견적 입헌군주제 하에서 절대주의적 군주와 시민간의 타협의 산물로서 성립되었다.

## 종류
군입대, 수형자의 교도소에서의 수감, 감염병환자의 강제입원 등은 직접 병역법, 행형법, 감염병예방법의 규정에 의해 특별권력관계가 성립하는 경우에 해당한다.

### 공법상 근무관계
- 공무원임명
- 현역병징집

### 공법상 영조물이용관계
- 국공립학교재학
- 감염병환자의 국립병원 입원관계
- 교도소 수용관계

### 공법상 특별감독관계
- 특허기업과 감독행정기관과의 관계

##### 특별권력관계 예시
- 농지개량조합과 직원과의 관계는 사법상 근로계약 관계가 아니라 특별권력관계다.[1]
- 구청장과 동장과의 관계는 특별권력관계이다. 따라서 구청장에 의한 동장면직처분은 항고소송의 대상이 된다.[2]
- 감염병환자와 국공립병원

##### 특별권력관계가 아닌 것
- 서울특별시지하철공사의 임직원 근무관계는 사법상 계약관계이다.[3]
- 국가 또는 지방자치단체와 납세의무자
- 자치구와 주민
- 세무서와 세무사
- 법원과 변호사
- 국가와 영업허가업자의 관계

## 판례
- 특별권력관계에 있어서도 권리를 침해당한 자는 행정소송법 제1조의 규정에 따라 그 위법 또는 부당한 처분의 취소를 구할 수 있다.[4]
- 농지개량조합과 그 직원과의 관계는 사법상의 근로계약관계가 아닌 공법상의 특별권력관계이고, 그 조합의 직원에 대한 징계처분의 취소를 구하는 소송은 행정소송사항에 속한다.[5]
- 국립 교육대학 학생에 대한 퇴학처분은, 국가가 설립, 경영하는 교육기관인 동 대학의 교무를 통할하고 학생을 지도하는 지위에 있는 학장이 교육목적 실현과 학교의 내부질서유지를 위해 학칙 위반자인 재학생에 대한 구체적 법집행으로서 국가공권력의 하나인 징계권을 발동하여 학생으로서의 신분을 일방적으로 박탈하는 국가의 교육행정에 관한 국가의 교육행정에 관한 의사를 외부에 표시한 것이므로, 행정처분임이 명백하다.[6]
- 구속된 피고인 또는 피의자의 타인과의 접견권이 헌법상의 기본권이라 하더라도 국가안전보장, 질서유지 또는 공공복리를 위하여 필요한 경우에는 법률로 제한할 수 있음은 헌법 제37조 제2항의 규정에 의하여 명백하며 구체적으로는 접견을 허용함으로써 도주나 증거인멸의 우려 방지라는 구속의 목적에 위배되거나 또는 구금시설의 질서유지를 해칠 현저한 위험성이 있을 때와 같은 경우에는 구속된 피고인 또는 피의자의 접견권을 제한할 수 있을 것이지만, 그와 같은 제한의 필요가 없는데도 접견권을 제한하거나 또는 제한의 필요가 있더라도 필요한 정도를 지나친 과도한 제한을 하는 것은 헌법상 보장된 기본권의 침해로서 위헌이라고 하지 않을 수 없다.[7]
- 수형자나 피보호감호자를 교도소나 보호감호소에 수용함에 있어서 신체의 자유를 제한하는 외에 교화목적의 달성과 교정질서의 유지를 위하여 피구금자의 신체활동과 관련된 그 밖의 자유에 대하여 제한을 가하는 것도 수용조치에 부수되는 제한으로서 허용된다고 할 것이나, 그 제한은 위 목적 달성을 위하여 꼭 필요한 경우에 합리적인 범위 내에서만 허용되는 것이고, 그 제한이 필요하고 합리적인가의 여부는 제한의 필요성의 정도와 제한되는 권리 내지 자유의 내용, 이에 가해진 구체적 제한의 형태와의 비교교량에 의하여 결정된다고 할 것이며, 법률의 구체적 위임에 의하지 아니한 행형법시행령이나 계호근무준칙 등의 규정은 위와 같은 위법성 판단을 함에 있어서 참고 자료가 될 수는 있겠으나 그 자체로써 수형자 또는 피보호감호자의 권리 내지 자유를 제한하는 근거가 되거나 그 제한조치의 위법 여부를 판단하는 법적 기준이 될 수는 없다.[8]

## 참고 문헌
- 김철용, 행정법, 고시계사, 2012. ISBN 9788958223832
- 김철용, 행정법입문, 고시계사, 2010. ISBN 9788958223061
- 박균성, 행정법강의, 박영사, 2014, ISBN 9791130325576

## 같이 보기
- 사법심사